# Крейн-Прейри
Крейн-Прэри (англ. Crane Prairie Reservoir) — водохранилище, расположенное примерно в 68 км к юго-западу от города Бенд в округе Дешут, штат Орегон, США. Лежит на высоте 1355 м над уровнем моря. Площадь водосборного бассейна — 675,7 км² (260,9 кв. миль). Площадь водного зеркала — 16,77 км² (4144 акра). Длина береговой линии — 35,56 км (22,93 мили). Объём воды — 0,07 км³ (55300 акр-футов). Средняя глубина воды — 3,1 м, максимальная достигает 6 м.
Плотина была построена в 1922 году, в 1939—1940 годах аварийная плотина была заменена новой. Воды Крейн-Прэри используются для орошения около 400 км² (100000 акров) земель.
Через водохранилище протекает река Дешут. Другие его притоки — ручьи Сноу-Крик, Калтус-Ривер, Калтус-Крик и Куинн-Крик. Имеются заросли элодеи, роголистника и рдестов.
Название водохранилище получило от располагавшихся на его месте прерий, служивших местообитанием журавлей.